# Lipovec (Moravia meridionale)
Lipovec (in tedesco Lippowetz) è un comune della Repubblica Ceca facente parte del distretto di Blansko, in Moravia Meridionale.